# U.S. Indoor National Championships 1985
Lo U.S. Indoor National Championships 1985 è stato un torneo giocato sul cemento indoor del Racquet Club of Memphis a Memphis nel Tennessee. 
È stata la 84ª edizione del Torneo di Memphis, facente parte del Nabisco Grand Prix 1985.

## Campioni

### Singolare maschile
Stefan Edberg ha battuto in finale  Yannick Noah con il punteggio di 6–1, 6–0.

### Doppio maschile
Pavel Složil /  Tomáš Šmíd hanno battuto in finale  Kevin Curren /  Steve Denton con il punteggio di 6–7, 7–6, 7–6.